# Jerofiej Pawłowicz
Jerofiej Pawłowicz – osiedle typu miejskiego w Rosji, w obwodzie amurskim. W 2010 roku liczyło 5164 mieszkańców.